# Norsefire
 (avril 2018).

Drapeau de la Norsefire

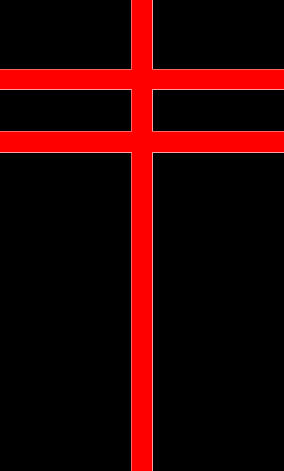
Insigne de la Norsefire

La Norsefire (Feu Nordique dans l'adaptation française) est le nom du régime fasciste en place dans l'Angleterre dans le roman graphique V pour Vendetta d'Alan Moore et de David Lloyd. Elle est dirigée par le Commandeur Adam Susan (Chancelier Adam Sutler au cinéma).
Ce régime fasciste, fortement basé sur l'extrémisme religieux, persécute Juifs, Musulmans, Noirs, homosexuels et handicapés. Il a pour devise « L'Angleterre prévaut » (« England prevails »).

## Emblème
Le symbole du parti Norsefire, omniprésent visuellement comme l'était le svastika sous le Troisième Reich, est une déformation du Drapeau de l'Angleterre à tous les points de vue. 
D'abord, l'orientation horizontale devient verticale. 
Ensuite, la Croix de saint Georges rouge est conservée, mais une seconde branche horizontale lui est ajoutée, formant une sorte de croix de Lorraine dont les deux branches sont de longueur égale. La croix de Lorraine peut aussi être une référence inversée à l'insigne de la France libre, sous la conduite du général de Gaulle, qui combattit le Troisième Reich aux côtés du Royaume-Uni durant la Seconde Guerre mondiale de 1940 à 1943. Sur les cocardes des avions militaires de la France libre, la croix de Lorraine était également rouge et inscrite dans un cercle blanc.
Enfin, le fond blanc devient noir, ce qui évoque la noirceur de l'âme des dirigeants du Norsefire et la perversion des valeurs traditionnelles de liberté de l'Angleterre dont le blanc représenterait la pureté originelle.
Ou tout simplement reprend les codes d'un motif géométriquement « beau », la croix de Lorraine (qui n'est pas exclusive à la région), avec du rouge sur un fond noir qui attire l'œil, et facile à retenir, de la même manière que la svastika qui est réappropriée par le parti nazi en croix gammée. On voit dans les deux emblèmes une symétrie sans doute synonyme d'ordre.  

## Organisation
Les grandes figures de la Norsefire :
- Commandeur Adam Susan (Chancelier Adam Sutler dans la version cinématographique)
- Derek Almond, « la Main » (Peter Creedy, pour « le Doigt », dans la version cinématographique)
- Eric Finch, « le Nez »
- Roger Dascombe, « la Bouche »
- Etheridge, « l'Oreille »
- Heyer, « les Yeux »
- Lewis Prothero, « la Voix du Destin » (« Voix de Londres », dans l'adaptation cinématographique)

La Norsefire s'appuie sur un super ordinateur, le « DESTIN », que le commandeur consulte régulièrement. V s'approprie ce super ordinateur, ce qui cause la perte du commandeur et de la Norsefire.

### Warrior
- Warrior - Mars 1982

### DC Comics
- Vol. I V for Vendetta - Septembre 1988
- Vol. II V for Vendetta - Octobre 1988
- Vol. III V for Vendetta - Novembre 1988
- Vol. IV V for Vendetta - Decembre 1988
- Vol. V V for Vendetta - Decembre 1988
- Vol. VI V for Vendetta - Decembre 1988
- Vol. VII V for Vendetta - Janvier 1989
- Vol. VIII V for Vendetta - Février 1989
- Vol. IX V for Vendetta - Mars 1989
- Vol. X V for Vendetta - Mai 1989

### Intégrales
- États-Unis - Vertigo Comics  (ISBN 0-930289-52-8) - 1989
- Royaume-Uni - Titan Books (en)  (ISBN 1-85286-291-2) - 1990
- France - Marvel Comics  (ISBN 978-2809409659) - 2009